# Astragalus bactrianus
Astragalus bactrianus es una especie de planta del género Astragalus, de la familia de las leguminosas, orden Fabales.
Fue descrita científicamente por F. G. L. Fischer.